# Lavandula limae
Lavandula limae là một loài thực vật có hoa trong họ Hoa môi. Loài này được Rozeira mô tả khoa học đầu tiên năm 1949.